# 全国高等学校トランポリン競技選手権大会
全国高等学校トランポリン競技選手権大会は、毎年8月上旬頃に開催される高校生によるトランポリン競技大会である。主催は全国高等学校トランポリン連盟で、全国高等学校総合体育大会を主催する全国高等学校体育連盟とは無関係である。1976年より実施されている。

## 大会方式
男女とも個人競技・団体競技・シンクロナイズド競技の3種目で行われる。
全種目予選と決勝に分かれ、予選では2回の試技の合計上位10組が決勝に進み、決勝では3回の試技の合計が最も高い組（選手）が優勝。